# هی‌دی فیلمز
هی‌دی فیلمز (انگلیسی: Heyday Films) یک استودیو فیلم‌سازی در بریتانیا است.
این استودیو که در سال ۱۹۹۶ توسط دیوید هیمن تأسیس شده مقر آن در شهر لندن قرار دارد. مجموعه‌فیلم‌های هری پاتر در استودیوهای هی‌دی فیلمز ساخته شده است.

## فیلم‌های تولیدشده
| سال  | فیلم                                 | کارگردان                      | توزیع‌کننده                            | بودجه             | فروش           |              |
| ---- | ------------------------------------ | ----------------------------- | ------------------------------------- | ----------------- | -------------- | ------------ |
| ۱۹۹۹ | Ravenous                             | Antonia Bird                  | فاکس قرن بیستم                        | $۱۲ میلیون        | $۲ میلیون      |              |
| ۲۰۰۱ | هری پاتر و سنگ جادو                  | کریس کلمبوس                   | برادران وارنر                         | $۱۲۵ میلیون       | $۹۷۴٫۸ میلیون  |              |
| ۲۰۰۲ | هری پاتر و تالار اسرار               | کریس کلمبوس                   | برادران وارنر                         | $۱۰۰ میلیون       | $۸۷۹ میلیون    |              |
| ۲۰۰۴ | هری پاتر و زندانی آزکابان            | آلفونسو کوارون                | برادران وارنر                         | $۱۳۰ میلیون       | $۷۹۶٫۷ میلیون  |              |
| ۲۰۰۵ | هری پاتر و جام آتش                   | مایک نیوول                    | برادران وارنر                         | $۱۵۰ میلیون       | $۸۹۶٫۹ میلیون  |              |
| ۲۰۰۷ | هری پاتر و محفل ققنوس                | دیوید ییتس                    | برادران وارنر                         | $۱۵۰ میلیون       | $۹۳۹٫۹ میلیون  |              |
| ۲۰۰۷ | من افسانه‌ام                          | فرانسیس لارنس                 | Warner Bros. / Roadshow Entertainment | $۱۵۰ میلیون       | $۵۸۵٫۳ میلیون  |              |
| ۲۰۰۸ | پسری در پیژامه راه راه               | مارک هرمن                     | میرامکس                               | $۱۲٫۵ میلیون      | $۴۴ میلیون     |              |
| ۲۰۰۸ | Is Anybody There?                    | جان کرولی                     | Optimum Releasing                     | —                 | $۳ میلیون      |              |
| ۲۰۰۸ | مرد بله‌گو                            | پیتون رید                     | Warner Bros.                          | $۷۰ میلیون        | $۲۲۳٫۲ میلیون  |              |
| ۲۰۰۹ | هری پاتر و شاهزاده دورگه             | David Yates                   | Warner Bros.                          | $۲۵۰ میلیون       | $۹۳۴٫۴ میلیون  |              |
| ۲۰۱۰ | هری پاتر و یادگاران مرگ - قسمت اول   | David Yates                   | Warner Bros.                          | $۲۵۰ میلیون       | $۹۶۰٫۳ میلیون  |              |
| ۲۰۱۱ | هری پاتر و یادگاران مرگ - قسمت دوم   | David Yates                   | Warner Bros.                          | $۲۵۰ میلیون       | $۱٫۳۴۲ میلیارد |              |
| ۲۰۱۳ | ما میلرها هستیم                      | Warner Bros. / نیو لاین سینما | $۳۷ میلیون                            | $۲۷۰ میلیون       |                |              |
| ۲۰۱۳ | جاذبه                                | Alfonso Cuarón                | Warner Bros.                          | $۱۰۰ میلیون       | $۷۲۳٫۲ میلیون  |              |
| ۲۰۱۳ | The Thirteenth Tale                  | James Kent                    | بی‌بی‌سی دو                             | —                 | —              |              |
| ۲۰۱۴ | Turks & Caicos                       | دیوید هار                     | بی‌بی‌سی دو                             | —                 | —              |              |
| ۲۰۱۴ | Salting the Battlefield              | دیوید هار                     | بی‌بی‌سی دو                             | —                 | —              |              |
| ۲۰۱۴ | پدینگتون                             | Paul King                     | استودیوکانال                          | $۵۵ میلیون        | $۲۶۸ میلیون    |              |
| ۲۰۱۵ | عهد جوانی                            | James Kent                    | لاینزگیت                              | $۱۰ میلیون        | $۵٫۳ میلیون    |              |
| ۲۰۱۶ | جانوران شگفت‌انگیز و زیستگاه آن‌ها     | David Yates                   | Warner Bros.                          | $۱۸۰ میلیون       | $۸۰۷٫۵ میلیون  |              |
| ۲۰۱۶ | نوری در میان اقیانوس‌ها               | درک سیانفرانس                 | استودیو سینمایی والت دیزنی            | $۲۰ میلیون        | $۲۳٫۵ میلیون   |              |
| ۲۰۱۷ | پدینگتون 2                           | Paul King                     | StudioCanal                           | ن/م               | ن/م            |              |
| ۲۰۱۸ | جانوران شگفت‌انگیز: جنایات گریندل‌والد | David Yates                   | J. K. Rowling                         | Warner Bros.      | $200 million   | $654 million |
| ۲۰۱۹ | روزی روزگاری در هالیوود              | Quentin Tarantino             | Quentin Tarantino                     | Columbia Pictures | $100 million   | $366 million |
| ۲۰۱۹ | داستان ازدواج                        | Noah Baumbach                 | Noah Baumbach                         | Netflix           | $18 million    | $2.3 million |
| ۲۰۲۰ | باغ اسرارآمیز                        | Marc Munden                   | Jack Thorne                           | StudioCanal       | TBA            | TBA          |